# Флотованість
Флотованість — здатність мінералу селективно прилипати до повітряних бульбашок, що вводяться у пульпу, і спливати з ними на поверхню з утворенням пінного шару. Розрізняють природну флотованість мінералу і флотованість, що створюється штучно. Природну флотованість має обмежене число мінералів (вугілля, графіт, тальк, деякі слюди і ін.) з високим ступенем гідрофобності поверхні.

## Загальна характеристика
Різна флотованість мінералів дозволяє виділяти їх у окремі продукти. Для підвищення ефективності розділення застосовують флотаційні реагенти, які спричиняють гідрофобізацію або гідрофілізацію поверхні, підвищують або знижують флотованість. Дослідження флотованості корисних копалин передбачає: визначення основних факторів, що впливають на процес флотації, пошук та підбір флотаційних реагентів, визначення режимів флотації та проведення дослідів у замкненому циклі, який моделює промислові випробовування. Результати флотаційного процесу залежать від багатьох факторів: мінерального складу, характеру вкраплення, фізичних властивостей мінералів корисної копалини, ґранулометричної характеристики твердої фази, густини і температури пульпи, складу води, реагентного режиму, конструкції флотаційної машини і ін.

## Дослідження збагачуваності корисних копалин пінною флотацією

Рис. 1.

Рис. 2.

При лабораторних дослідженнях корисних копалин на збагачуваність флотацією звичайно беруть наважки масою від 0,1 до 3 кг, частіше 0,5 – 1 кг.
По-перше, перед дослідженнями необхідно з’ясувати яка система робіт застосовується на гірничодобувному підприємстві, сировина якого буде досліджуватись. Між процесом дроблення проби для досліджень і проведенням випробовувань на флотованість повинен бути витриманий такий же інтервал часу, що й з моменту видобутку корисної копалини і до моменту надходження її у млини збагачувальної фабрики. По-друге, перед дослідженнями аналізують склад води і за результатами аналізу готують воду, що за своїм складом не відрізняється від фабричної. Тому що з практики флотації відомо, що склад рідкої фази суттєво впливає на флотованість мінералів.
Корисну копалину для дослідів по флотації подрібнюють, наприклад, у лабораторних кульових млинах конструкції Механобру (рис. 1) або інших. Такі млини можна використовувати для визначення подрібнюваності корисних копалин, а також для підготовки пульпи до дослідів по гравітації, флотації та інших методів збагачення.
У млин спочатку завантажують кулі (діаметром 10 – 25 мм), потім наливають воду  і нарешті завантажують корисну копалину і реагенти. Об’єм подрібнювального середовища повинен складати 45-50 % від об’єму млина. Кількість води у млині за об’ємом повинна дорівнювати об’єму руди.
Здійснюючи подрібнення корисної копалини, млин розвантажують у ківш-решето, встановлений над приймачем для пульпи. Після того як вміст млина повністю змитий у ківш, обмивають кулі і знов завантажують їх у млин – млин готовий для наступних досліджень. 
Для одержання ситових характеристик подрібненої корисної копалини проводять декілька дослідів при різній тривалості подрібнення. Потім ставлять досліди по флотації корисної копалини різної крупності для встановлення ступеня подрібнення, при якому досягається максимальне вилучення корисних компонентів у концентрат. 
Лабораторні дослідження флотованості мінералів проводять у однокамерних лабораторних флотаційних машинах механічного типу (рис. 2). Найбільше розповсюджені флотаційні машини ФМ-1М, що випускаються серійно. Машини обладнані типорозмірними імпелерами та знімними камерами місткістю 0,25; 0,5; 0,75; 1; 1,5; 3 л, що дозволяє випробовувати флотаційні схеми з великим числом операцій в одній машині. Для вихідного матеріалу рекомендується застосовувати машину з місткістю камери не менше 1 л. Перед завантаженням матеріалу камеру флотомашини промивають водою, закривають трубку підводу повітря, вмикають електродвигун, виливають пульпу у камеру і перемішують її. Потім добавляють у визначеному порядку реагенти, перемішують з ними пульпу протягом необхідного часу і впускають повітря. Якщо рівень пульпи виявився низьким, у машину додають воду у такій кількості, щоб пінознімач торкався рівня пульпи.
При знятті піни разом з нею захоплюється значна кількість води і рівень пульпи знижується, тому для підтримки постійного рівня добавляється вода  того ж рН, що й флотаційна пульпа. Закінчення флотації визначається по зміні кольору піни, яка стає пустою – білою. 
Після вибору попереднього режиму флотації визначають раціональну (або, при можливості, оптимальну) крупність матеріалу, що направляється на флотацію, і раціональний (оптимальний) режим флотації. Встановлюють витрату реагентів, порядок їх подачі у процес, тривалість контакту з пульпою, а також досліджують кінетику флотації.
З урахуванням результатів дослідження речовинного складу корисної копалини та вкраплення корисних компонентів в першу чергу проводять звичайно флотаційні досліди по визначенню впливу крупності подрібнення корисної копалини на флотованість мінералів. Для цього наважки корисної копалини, як правило масою по 1 кг, подрібнюють до різної крупності, визначають вміст класу – 0,074 мм у кожній навісці, після чого їх флотують у однакових умовах. Результати флотації представляють у вигляді графічної залежності вилучення корисного компонента (вісь ординат) від вмісту класу – 0,074 мм. За графіком визначають оптимальну крупність матеріалу, при якій відбувається найкраще розкриття корисного мінералу та наступне вилучення його флотацією. 
Флотаційні реагенти вибирають з числа найбільш розповсюджених у практиці флотації відповідних корисних копалин. Дослідження флотованості мінералів починають з постановки пошукових дослідів по вибору флотаційних реагентів та принципових параметрів флотації. При дослідженні флотованості мінералів реагенти подають у визначеній послідовності: спочатку у пульпу додають реагенти-регулятори, які змінюють рН середовища, депресори або активатори, потім збирачі і в останню чергу спінювачі. Для поліпшення взаємодії реагентів з мінеральними частинками необхідний попередній контакт пульпи з реагентами, який здійснюють у флотаційній машині або контактному чані протягом 1 – 10 хв. Перед подачею реагентів-збирачів необхідно пульпу попередньо змішати з реагентом-регулятором, тому у деяких випадках є ефективним введення регуляторів середовища у млини. Іноді доцільно застосовувати дробову подачу реагентів, що особливо важливо, якщо збирач не володіє високою вибірковістю. Реагенти звичайно дозують у вигляді розведених розчинів, концентрацію яких вибирають з урахуванням даних практики або на основі експерименту. Реагенти з витратою більше 500 г/т подають у вигляді 2 – 10 %-х розчинів, з витратою менше 500 г/т – у вигляді 0,5 – 2 %-х розчинів. Дуже розведені розчини застосовувати незручно, тому що їх необхідно вводити у великому об’ємі, що призводить до розрідження пульпи. Не рекомендується застосовувати й концентровані розчини, які мають високу в’язкість і тому їх важко дозувати.
Після встановлення реагентного режиму визначають оптимальну густину пульпи. Пульпу різної густини готують з однієї наважки подрібненого матеріалу розділенням її на декілька частин. При зміні густини пульпи змінюється ефективність дії збирачів, тому необхідно провести досліди по уточненню їх витрати. Крім того, при зміні густини пульпи змінюється й швидкість флотації – вона може знижуватись як в дуже густих, так і в дуже розведених пульпах.
Потім визначають тривалість флотації. Проводять порційне знімання концентрату, напр., послідовно знімають концентрат за перші 2; 5; 10 хв і т.д. до закінчення флотації досліджуваного мінералу. Результати дослідження можуть бути представлені у вигляді графічної залежності між тривалістю флотації та вилученням корисного компоненту у концентрат. По цьому графіку визначають необхідну тривалість флотації для одержання заданих вилучення корисного компоненту і якості концентрату. Тривалість флотації залежить від режиму роботи флотаційної машини. Слід ураховувати, що лабораторні флотаційні машини у порівнянні з промисловими звичайно працюють з підвищеною питомою витратою повітря та забезпечують інтенсивніше перемішування пульпи і відповідно найшвидшу флотацію частинок. Тому при проведенні лабораторних досліджень слід вивчити вплив витрат повітря та швидкості перемішування (частота обертання імпелера) на показники флотації.
Витрати повітря суттєво впливають на результати флотації. Збільшення витрат повітря приводить до збільшення виходу пінного продукту та розубожування (збіднення) його пустою породою. Зменшення витрат повітря зменшує вихід пінного продукту та підвищує його якість. 
Наступний етап лабораторних досліджень флотаційного збагачення корисних копалин – розробка схеми флотації: визначення числа стадій і циклів збагачення, числа основних, контрольних і перечисних операцій.

## Оцінка ефективності процесу колонної флотації

Рис. 3.

Оцінка ефективності процесу колонної флотації виконується на лабораторному апараті безперервної дії (рис. 3.).
Машина виготовлена із скла, що дозволяє вивчати характер руху пульпи і повітря, структуру пінного шару, спостерігати за рівнем пульпи і піни. 
Пульпу перемішують з реагентами у чані з мішалкою. Продуктивність машини, тобто швидкість руху пульпи, регулюють спеціальним вентилем, встановленим під чаном. Для диспергування повітря використовують дві перфоровані трубки, встановлені вертикально у нижній частині машини. Перфорація (виконана, напр., голками діаметром 0,8 мм) забезпечує оптимальний для флотації розмір бульбашок. Частота перфорації складає до 80 отворів на 1 см2, при цьому швидкість газу можна регулювати до 2,5 см/с при тиску повітря до 0,15 МПа. Повітря надходить з балону або компресора, точне регулювання тиску виконують мембранним редуктором, витрату повітря вимірюють ротаметром РС-3А. Необхідний за технологічними вимогами рівень пульпи і піни підтримують сифоном. Секційне виконання машини дозволяє достатньо швидко змінювати її висоту, точку вводу пульпи, місце встановлення аераторів. Експерименти проводять на реагентному режимі, що відповідає характеристиці сировини. 
Залежно від поставленої задачі на стенді можна досліджувати різні характеристики колонної флотації. Для визначення параметрів процесу необхідно визначити вплив на технологічні показники швидкості потоку пульпи (продуктивність машини), витрати і ступені диспергування повітря, кількість і місця встановлення аераторів, висоти зони мінералізації і пінного шару, співвідношення витрати пульпи і повітря. Розглянемо якісний вплив основних характеристик на показники процесу.
Збільшення витрат повітря призводить до зменшення часу перебування матеріалу в апараті і збільшення швидкості флотації, але висхідні бульбашки повітря є джерелом турбулізації течії, в результаті якої виникає зворотне перемішування пульпи, що погіршує показники процесу.
Залежність імовірності ефективного зіткнення від розміру бульбашки носить екстремальний характер, при цьому зі зменшенням крупності частинки положення максимуму зміщається у бік менших розмірів бульбашок. Однак піднімальна сила пропорційна об’єму бульбашки, тому дрібні мінералізовані бульбашки виносяться потоком пульпи у камерний продукт. Отже, необхідно підтримувати ґранулометричний склад бульбашок, який забезпечує закріплення дрібних частинок на мікробульбашках з наступною їхньою коалесценцією з більш крупними.
Швидкість потоку впливає на інтенсивність елементарного акту флотації, механічного виносу і силу відриву у комплексі “бульбашка повітря – частинка матеріалу”, що визначає імовірність демінералізації бульбашки. При незмінному потоці пульпи її швидкість зворотно пропорційна квадрату діаметра колони, тобто середній час перебування збільшується зі збільшенням діаметра за квадратичним законом. Однак при зменшенні відношення діаметра колони до її висоти знижується значення числа Пеклє, збільшується поперечна нерівномірність потоку